# Макан-Ві Траоре
Макан-Ві Траоре (фр. Makan-Vie Traoré; 8 жовтня 2000) — французький боксер, призер Європейських ігор.

## Аматорська кар'єра
На чемпіонаті світу 2023 здобув три перемоги, а у чвертьфіналі програв Асланбеку Шимбергенову (Казахстан).
На Європейських іграх 2023 здобув три перемоги над Патріотом Бехрамі (Косово), Петаром Кнезевичем (Хорватія) і Сарханом Алієвим (Азербайджан), програв у півфіналі Вахіду Абасову (Сербія) і отримав бронзову медаль.
На чемпіонаті Європи 2024 програв у другому бою Тугрулхану Ердеміру (Туреччина).
На Олімпійських іграх 2024 переміг Айдана Волша (Ірландія) і програв Ніколаю Тертеряну (Данія).